# 尊·威爾登·曉治
尊·威爾頓·曉治（英語：John Wilden Hughes, Jr.，1950年2月18日—2009年8月6日），美國著名導演、編劇和製片人。

## 生涯
出生於密歇根州，出道初時是棟篤笑兼廣告編劇，1970年代開始成為荷里活電影寫手，作品包括《摩登西遊記》（National Lampoon's Vacation）喜劇系列。尊·曉治寫年輕人性格鮮明，思想獨立，對成人世界見解獨特，追求自我。
尊·曉治在2009年8月6日於紐約街頭晨間漫步時忽然心臟病發，送醫後不治，享年59歲。

## 代表作
- 自編自導的《二八年華》（Sixteen Candles）、《咪走堂》（Ferris Bueller's Day Off）和《早餐俱樂部》（Breakfast Club）
- 編劇《寶貝智多星》系列、《無敵當家》（Beethoven）、《烏龍博士》（Flubber）、《101真狗》（101 Dalmatians）、落難見真情（Planes, Trains and Automobiles）、五星級戀人（Maid in Manhattan）

## 家庭
尊·曉治最後居於伊利諾州打理農場，妻子是Nancy Ludwig及育有兩名20幾歲的兒子。

## 外部連結
- 尊·威爾登·曉治在互联网电影资料库（IMDb）上的資料（英文）
- 美國青春片大師 - 尊曉治在2009年8月病逝